# Kapelle des Zacherlhofes (Ismaning)

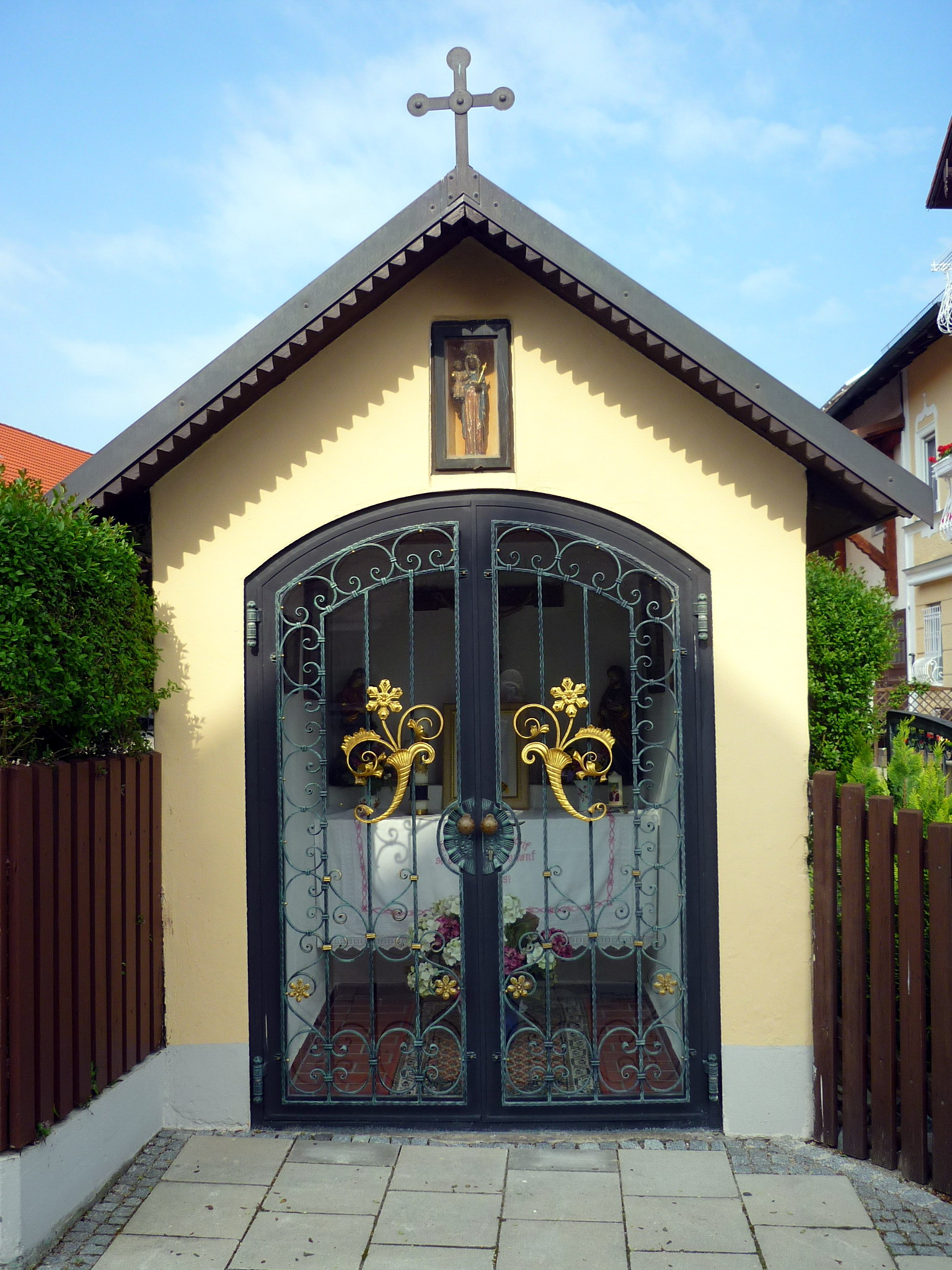
Kapelle des Zacherlhofes

Die Kapelle des Zacherlhofes ist eine kleine denkmalgeschützte Hofkapelle in Ismaning (Oberbayern), Dorfstr. 2 (Aktennummer D-1-84-130-1).

## Beschreibung
Die Kapelle liegt unmittelbar neben der Hofeinfahrt des Bauernhofs der Familie Zacherl. Sie wurde um das Jahr 1800 errichtet. Erbauer der Kapelle soll der damalige Besitzer des Hofs sein.
Die Kapelle wurde vollständig aus Lehmziegeln gebaut. Der spitzgiebelige Bau ist mit einem verzierten Blechdach abgedeckt. Auf dem Dachfirst ist ein Kreuz angebracht. In dem der Straße zugewandten Giebel befindet sich in einer Nische eine kleine Madonnenfigur.
Zeitweise diente die Kapelle der katholischen Gemeinde des Ortes bei Prozessionen als Gebetsstation.